# Gerbéviller
Gerbéviller is een gemeente in het Franse departement Meurthe-et-Moselle (regio Grand Est). De plaats maakt deel uit van het arrondissement Lunéville. Gerbéviller telde op 1 januari 2022 1.319 inwoners.

## Geografie
De oppervlakte van Gerbéviller bedroeg op 1 januari 2022 23,94 vierkante kilometer; de bevolkingsdichtheid was toen 55,1 inwoners per km².

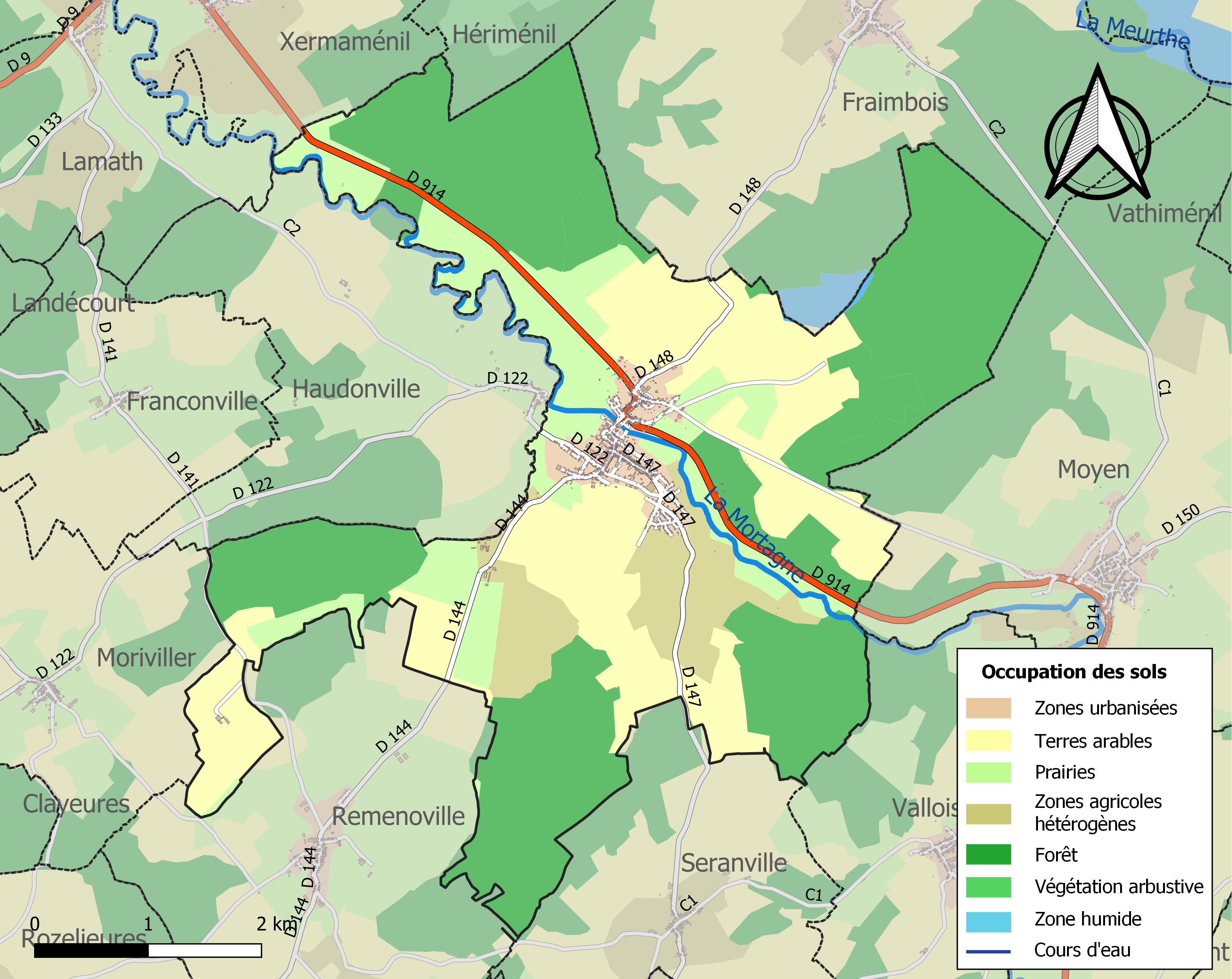
Kaart van de gemeente met de belangrijkste infrastructuur, bodemgebruik en omliggende gemeenten

## Demografie
De figuur toont het verloop van het inwonertal (bron: INSEE-tellingen).